# 京都府道・大阪府道67号西京高槻線
京都府道・大阪府道67号西京高槻線（きょうとふどう・おおさかふどう67ごう にしきょうたかつきせん）は、京都府京都市西京区から大阪府高槻市に至る主要地方道（京都府道・大阪府道）である。

## 概要

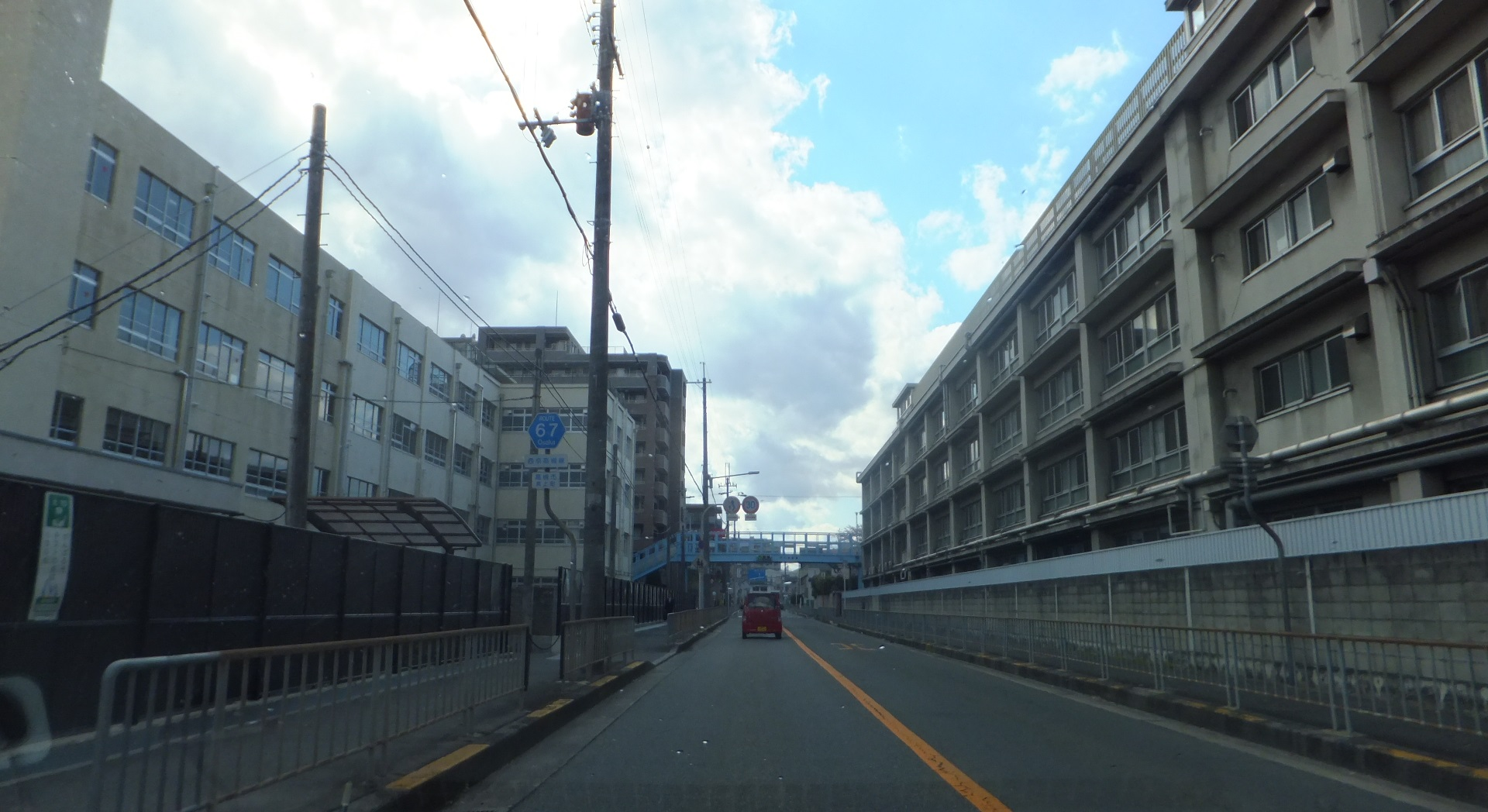
本道の標識
高槻市真上町1丁目で撮影

京都市西京区の国道9号千代原口交差点から旧西国街道に沿う形で乙訓地域の中心部を縫うように南下し、三島郡を経て高槻市の大阪府道6号枚方亀岡線殿町交差点に至る約20kmの主要地方道である。
京都府区間では比較的整備されており、ほぼ全区間にわたり2車線以上が確保されているのに対し、大阪府区間では狭隘区間が大半を占めており、高槻市中心部を除くと2車線未満の区間が続く道となる。
また、向日市一文橋交差点から長岡京市西の京付近へと至る支線が分岐しており都市計画道路外環状線として整備が進められている。

### 路線データ
- 本線（Google マップ[注釈 1]）
  - 起点：京都府京都市西京区山田中吉見町（千代原口（ちよはらぐち）交差点=国道9号交点[注釈 2]）
  - 終点：大阪府高槻市西真上1丁目（殿町交差点、大阪府道6号枚方亀岡線交点）

## 歴史
- 1993年（平成5年）5月11日 - 建設省（現・国土交通省）から、一般府道樫原高槻線が西京高槻線として主要地方道に指定される[2]。
- 1994年（平成6年）4月1日 - 京都府と大阪府が路線認定。

## 路線状況

### 通称
- 西国街道
  - 物集女街道
  - 今里大通
  - 京都外環状線

### 重複区間

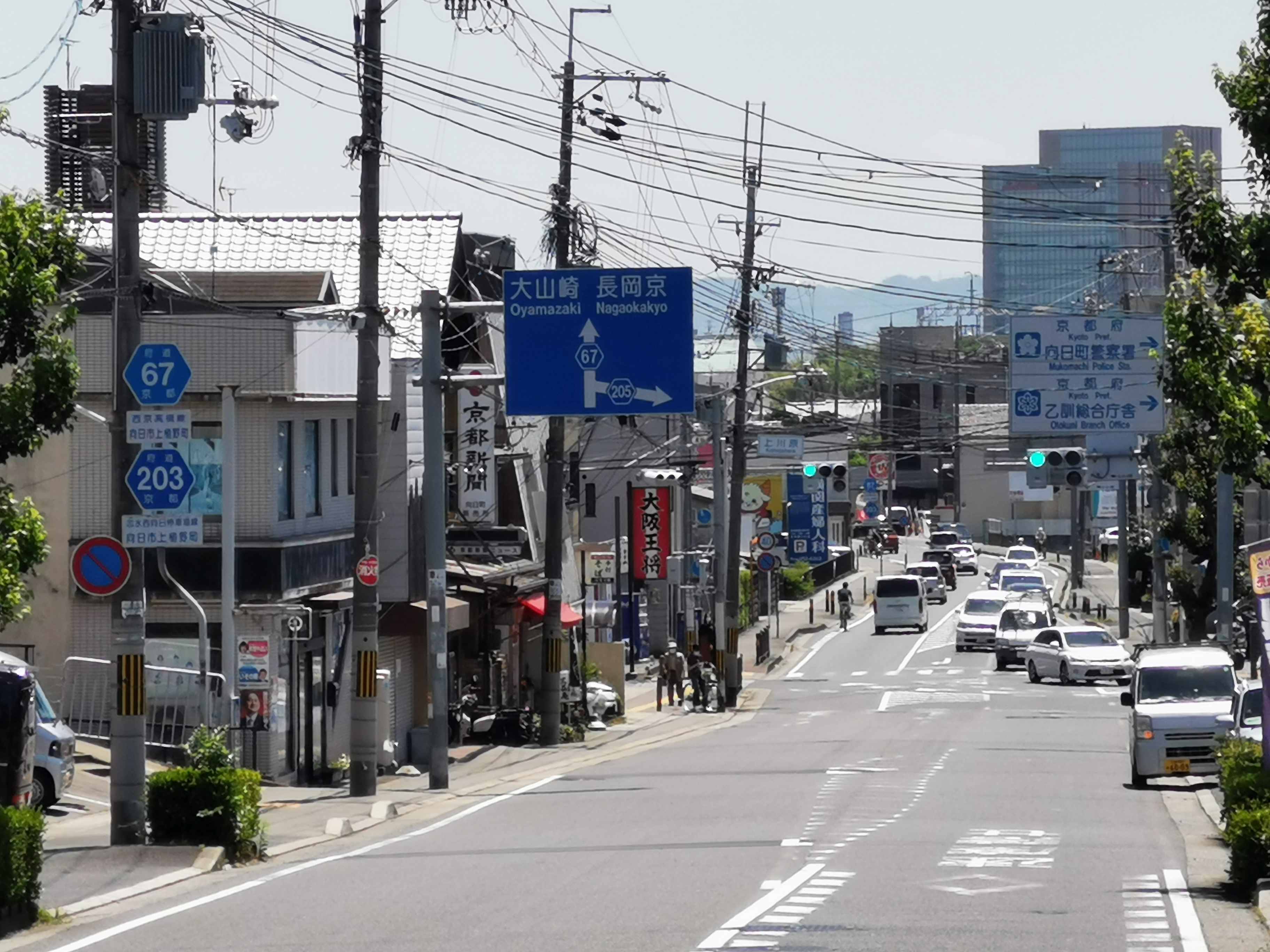
上川原交差点（向日市向日町）
京都府道203号志水西向日停車場線との重複区間。交差点より奥は京都府道205号中山向日線も加わり三重複区間となる。

- 京都府道203号志水西向日停車場線（京都府向日市五辻交差点 - 一文橋交差点）
- 京都府道205号中山向日線（上川原交差点・一文橋交差点)
- 京都府道10号大山崎大枝線（京都府長岡京市調子・調子八角交差点 - 京都府乙訓郡大山崎町大山崎松原・大山崎中学校前交差点）
- 大阪府道125号安満前島線（大阪府高槻市萩之庄 - 高槻市山手町）

### 一方通行区間
- 大阪府三島郡島本町桜井1丁目の住宅街の三叉路から東海道本線島本駅前までの170メートル（Google マップ、京都方面から大阪方面への一方通行）。

## 地理

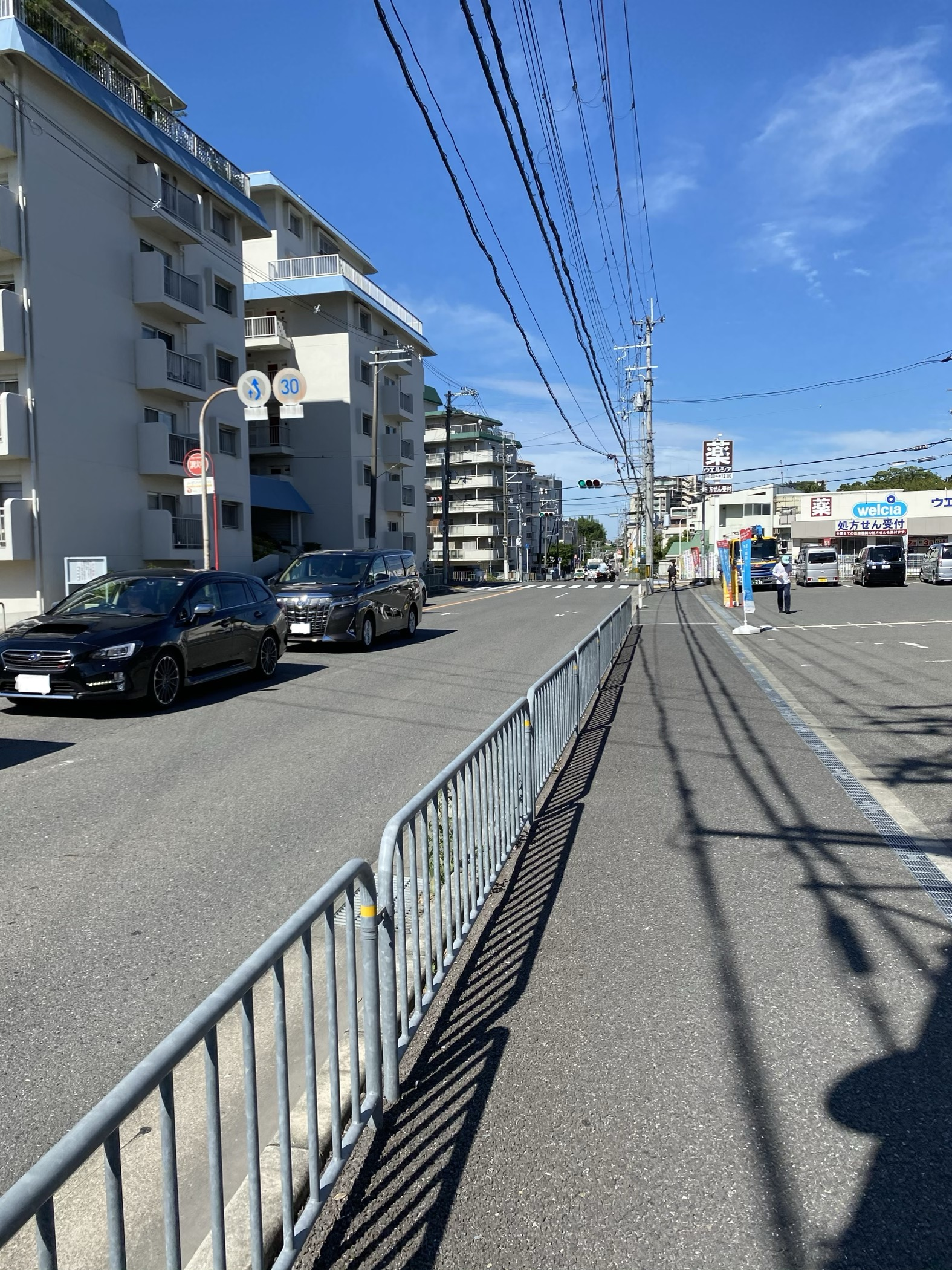
府道67号線。マンションが立ち並ぶ。（古曽部町2丁目）

### 通過する自治体
- 京都府
  - 京都市（西京区）
  - 向日市
  - 長岡京市
  - 乙訓郡大山崎町
- 大阪府
  - 三島郡島本町
  - 高槻市

### 交差する道路
京都府京都市
- 国道9号・京都府道29号宇多野嵐山山田線（京都市西京区山田中吉見町・千代原口交差点）
- 京都府道142号沓掛西大路五条線（京都市西京区樫原宇治井町・樫原（かたぎはら）交差点）

京都府向日市
- 京都府道201号中山稲荷線（向日市物集女町御所海道・御所海道交差点）
- 京都府道207号上久世石見上里線（向日市寺戸町中垣内・中垣内交差点）
- 京都府道206号向日町停車場線・京都府道733号柚原向日線（向日市寺戸町西野辺・福祉会館前交差点）
- 京都府道202号伏見向日線（向日市寺戸町中ノ段・競輪場前交差点）
- 京都府道203号志水西向日停車場線・京都府道208号向日善峰線（京都府道209号長法寺向日線 重複）（向日市向日町・五辻交差点）
- 京都府道205号中山向日線（向日市上植野町上川原・上川原交差点）
- 京都府道67号西京高槻線 今里大通・京都府道203号志水西向日停車場線（向日市上植野町吉備寺・一文橋交差点）

京都府長岡京市
- 京都府道79号伏見柳谷高槻線（長岡京市馬場・馬場1丁目交差点）
- 京都府道79号伏見柳谷高槻線（長岡京市開田・市役所前交差点）
- 京都府道210号開田長岡京停車場線（長岡京市開田・長岡京駅前交差点）
- 京都府道211号下植野長岡京線（長岡京市神足・片泓（かたふけ）交差点）
- 京都府道10号大山崎大枝線・京都府道204号奥海印寺納所線（長岡京市調子・調子八角交差点）

京都府乙訓郡大山崎町
- 京都府道10号大山崎大枝線・京都府道212号下植野大山崎線（乙訓郡大山崎町大山崎松原・大山崎中学校前交差点）
- 京都府道212号下植野大山崎線（乙訓郡大山崎町大山崎松原・松原交差点）

大阪府三島郡島本町
- 大阪府道734号柳谷島本線（三島郡島本町東大寺・東大寺1丁目地先）

大阪府高槻市
- 大阪府道125号安満前島線（高槻市萩之庄）
- 大阪府道125号安満前島線（高槻市山手町）
- 大阪府道79号伏見柳谷高槻線（高槻市別所新町・別所交差点）
- 大阪府道6号枚方亀岡線（高槻市西真上・殿町交差点、終点）

今里大通
- 京都府道67号西京高槻線・京都府道203号志水西向日停車場線（向日市上植野町吉備寺・一文橋交差点）
- 京都府道209号長法寺向日線（長岡京市今里更ノ町・更ノ町交差点）
- 京都府道208号向日善峰線（長岡京市井ノ内下印田・下印田交差点）

### 沿線にある施設など
- 樫原廃寺跡
- 五塚原古墳
- 京都向日町競輪場
- 向日神社
- 長岡京跡
- 小畑川
- 山崎聖天
- 妙喜庵
- 聴竹居
- 離宮八幡宮
- 天王山
- サントリー山崎蒸留所
- 水無瀬神宮
- 桜井駅跡
- 畑山神社
- 磐手杜神社
- 上宮天満宮